# Ovophis
Ovophis – rodzaj jadowitych węży z podrodziny grzechotników (Crotalinae) w rodzinie żmijowatych (Viperidae).

## Zasięg występowania
Rodzaj obejmuje gatunki występujące w Azji (Chiny, Indie, Bhutan, Nepal, Mjanma, Tajlandia, Laos, Wietnam, Kambodża, Malezja, Indonezja, Japonia i Tajwan).

## Systematyka

### Etymologia
Ovophis: łac. ovum „jajo”; gr. οφις ophis, οφεως opheōs „wąż”.

### Podział systematyczny
Do rodzaju należą następujące gatunki:
- Ovophis anitae David, Frétey & Vogel, 2024
- Ovophis convictus (Stoliczka, 1870)
- Ovophis jenkinsi Qiu, Wang, Xia, Jiang, Zeng, Wang, Li & Shi, 2024
- Ovophis makazayazaya (Takahashi, 1922)
- Ovophis monticola (Günther, 1864) – trwożnica górska[7]
- Ovophis okinavensis (Boulenger, 1892)
- Ovophis tonkinensis (Bourret, 1934) – trwożnica tonkińska[7]
- Ovophis zayuensis (Jiang, 1977)
- Ovophis zhaoermii Liu, Hou, Mo, Li, Li, Luo, Rao & Li, 2025